# Félix Ilundain
Félix Ilundain Tulie, más conocido como Bolico Ilundain fue un futbolista español activo en las décadas de 1920 y 1930, en las que jugó en la Real Sociedad y en el Club Atlético Osasuna. Jugaba principalmente de defensa en las diferentes posiciones de banda izquierda o derecha o de central.
Era conocido como Bolico Ilundain para distinguirlo de sus hermanos Juan y Pepe, futbolistas como él del Club Atlético Osasuna (sobrinos todos ellos de Eustaquio Ilundain y Esteban), quienes fueron los primeros de la conocida saga familiar en el club rojillo, que se cerró con el hijo de Juan, Jesús Mari Ilundain. Otro hermano suyo Joaquín Ilundain es conocido por ser el creador del txupinazo o cohete de San Fermín. Tras su retirada como futbolista siguió ligado al club de su Pamplona natal en diferentes labores técnicas.
Su bagaje en Primera división fue en conjunto de 71 partidos, 56 con la Real Sociedad y 15 con el Club Atlético Osasuna.

## Trayectoria deportiva

### Inicios
Bolico Ilundain nació en Pamplona el 22 de agosto de 1908. Sus primeros pasos los dio como futbolista en el Club Atlético Osasuna de su ciudad natal, siendo el capitán del primer equipo infantil del club donde jugó hasta los 17 años. Su juego llamó la atención de los responsables de la Real Sociedad de San Sebastián que lo reclutaron para su equipo. 

### Real Sociedad
Tras la temporada de Bolico de debut en el conjunto txuri-urdin la 1927/28, en la temporada siguiente, el equipo donostiarra consiguió el Campeonato Regional de Guipúzcoa por delante de su gran rival de la época, el Real Unión de Irún.
Asimismo en 1928 la Real Sociedad realizó una gran campaña en la Copa del Rey donde alcanzó la final. En una épica final sin precedentes el Fútbol Club Barcelona doblegó a los donostiarras en un tercer partido de desempate, tras quedar los dos primeros envites resueltos con tablas. Como la selección española debía acudir a los Juegos Olímpicos de Ámsterdam 1928, el tercer partido de la final se aplazó hasta después de las Olimpiadas, siendo el equipo donostiarra derrotado por 3-1.
En 1929 formó parte del histórico primer once de la Real Sociedad en la Liga española de fútbol, equipo que fue cuarto en la tabla. Estuvo 4 temporadas consecutivas con la Real Sociedad en Primera, jugando 56 partidos de Liga. Sus números totales en sus cinco temporadas en la Real fueron 99 partidos, para marcar 5 goles.

### Osasuna
En 1932 recala en su Osasuna de origen, que en aquel momento jugaba en la Segunda división. Con este equipo, lograría el ascenso en 1935 a la primera división para volver a descender en 1936 a segunda división. La guerra civil española detendría durante varios años su carrera futbolística y provocó su retirada de los terrenos de juego a la prematura edad de 27 años.
Es digno de destacar que de cara a la temporada 1939/40, se concedió al Oviedo CF una dispensa especial, para no competir, ante la imposibilidad de disponer de su estadio, que había sido destruido durante la Guerra Civil. Para ocupar su plaza se organizó una promoción especial de repesca entre los dos equipos descendidos en la edición anterior del torneo. Así el 26 de noviembre de 1939 en Valencia, se jugó el encuentro entre el CA Osasuna y el Athletic Aviación Club (club continuador del Athletic de Madrid), en que los madrileños se impusieron por 3-1. En dicho encuentro Bolico Ilundain fue el técnico del club rojillo que cayó derrotado ante el club que a la postre serían los campeones del torneo liguero por primera vez en su historia esa misma temporada.

## Clubes
| Club                      | País   | Año       |
| ------------------------- | ------ | --------- |
| Real Sociedad/Donostia FC | España | 1927-1932 |
| CA Osasuna                | España | 1932-1936 |

## Títulos Regionales
| Título          | Club          | País   | Año  |
| --------------- | ------------- | ------ | ---- |
| Camp. Guipúzcoa | Real Sociedad | España | 1929 |